# ثيمبرون ملك مملكة قورينائية
ثيمبرون أو ثيمبرونا (باليونانية: Θίμβρων ؛ . 324–322 قبل الميلاد) كان ثيمبرون الذي كان ام ابن هاربالوس أو أحد اتبعه وهاربالوس هذا هو ارستقراطيًا مقدونيا وصديق طفولتي للإسكندر الأكبر في القرن الرابع قبل الميلاد. لكونه عرجاء في ساقه، وبالتالي معفى من الخدمة العسكرية، لم يتبع هاربالوس ألكساندر في تقدمه داخل الإمبراطورية الفارسية لكنه حصل على وظيفة في آسيا الصغرى. ضابطًا سريًا في، المرابط المقدوني بابل تحت الإسكندر الأكبر.

## البدايات
وفقا لأحد الروايات كان ثيمبرون هو الذي قتل هاربالوس في كريت، في 324 قبل الميلاد. ثم غنم لنفسه من كنوز سيده الراحل، وسيطر على أسطوله، وجيشه، وتبنى ظاهريًا قضية بعض المنفيين القيرانيين، وأبحر إلى سيرين بقصد إخضاعه. والسيطرة عليها

## الحرب
هزم القيروانيين في معركة، وحصل على ملكية ميناءهم، أبولونيا، إلى جانب الكنوز التي وجدها هناك، وأجبرهم على الاستسلام بشرط دفع 500 موهبة له (عمله قديمه)، وتزويده بنصف مركبات الحرب لرحلاته. ومع ذلك، سرعان ما تم حثهم على هذا الاتفاق على التنصل من قبل المنجنيز، أحد ضباط ثيمبرون، الذين هجروا معياره، وتوجهوا إلى العدو. على الرغم من أن ثيمبرون كان مدعومًا من قبل القورينيين أهل (برقة)و هيسبيريديس بنغازي، ونجح في الاستيلاء على بلدة توكرة، تحت الإدارة الاقلية من المنجنيز، استعاد القورينيون أو أهل برقة وأبولونيا. كما تلقت قوات ثيمبرون ضربة قوية عندما تم تدمير أسطوله بالكامل تقريبًا في عاصفة مع خسائر فادحة في الرجال.دون ردع، جمع التعزيزات من البيلوبونيز، وهزم القيرانيين (الذين ساعدهم الليبيون والقرطاجيون)، وحاصروا القيرواني بشكل وثيق. تحت ضغط الندرة، وحدثة حرب اهليه بين المواطنون فيما بينهم.

## الحرب مع أوفيلاس
تم طرد قادة حزب القلة من المدينة، وراجعوا أنفسهم جزئيًا إلى بطليموس الأول سوتر، ملك مصر، وجزئيًا إلى ثيمبرون. عندئذ أرسل بطليموس قوة كبيرة ضد القيرواني تحت أوفيلاس. سعى المنفيون الذين لجأوا إلى ثيمبرون إلى الهروب والانضمام إلى أوفيلاس، ولكن تم اكتشافهم وإعدامهم. ثم قام شعب القيروانيون بعمل قضية مشتركة مع ثيمبرون ضد الغازي الجديد؛ لكن أوفيلاس هزمه. اضطر ثيمبرون إلى الفرار

## الموت
لكنه سقط في أيدي بعض الليبيين، الذين سلموه إلى أوفيلاس، بعد أن استولى أوفيلاس على توكرة، قد جعل حاكم على المدينة. أرسل مواطنوتوكرة، بموافقة أوفيلاس، ثيمبرون إلى أبولونيا، حيث تم صلبه في 322 قبل الميلاد.

## انظر أيضأ
ملوك مملكة قورينائية
أوفيلاس
بطليموس الأول
| ثيمبرون ملك مملكة قورينائية توفي: 322 ق.م |                                      |              |
| منصب                                      |                                      |              |
| شاغرآخر من حمل اللقب أركسيلاوس الرابع     | ملك مملكة قورينائية 324 ق.م– 322 ق.م | تبعه أوفيلاس |